# Дернбах (Вестервальд)
Дернбах (нем. Dernbach) — община в Германии, в земле Рейнланд-Пфальц.
Входит в состав района Вестервальд. Подчиняется управлению Виргес. Население составляет 2344 человека (на 31 декабря 2010 года). Занимает площадь 8,73 км².